# Late Goodbye
Late Goodbye é uma canção da banda de rock finlandesa Poets of the Fall.
A canção faz parte da trilha sonora do jogo Max Payne 2: The Fall of Max Payne. O fato desta música ser parte da trilha sonora do jogo, fez com que o Poets of the Fall ficasse conhecido mundialmente. Daí a enorme importância de "Late Goodbye" para a compilação e o histórico da banda. Sobre a letra da música, ela foi escrita baseada em um poema feito por Sam Lake, que é o criador da história dos jogos da série Max Payne. Por isso, a música se encaixou perfeitamente na trama.
Sobre o single em si, foi o primeiro a ser lançado para o álbum Signs of Life. A canção alcançou a posição #14 das paradas musicais finlandesas (Finnish Singles Chart) e o #1 da Radio SuomiPOP's Top 30 chart.

## Faixas do Single
Faixa composta por Markus Kaarlonen, Marko Saaresto e Olli Tukiainen, adaptado de um poema de Sam Lake.
| N.º            | Título                              | Duração |  |
| 1.             | "Late Goodbye (Album Version)"      | 3:47    |  |
| 2.             | "Late Goodbye (Radio Edit)"         | 3:18    |  |
| 3.             | "Late Goodbye (unplugged)"          | 3:33    |  |
| 4.             | "Late Goodbye (piano instrumental)" | 3:19    |  |
| 5.             | "Everything Fades"                  | 3:09    |  |
| Duração total: | Duração total:                      | 17:06   |  |

## Lançamento do Single
| País             | Data de Lançamento  |
| ---------------- | ------------------- |
| Finlandia        | 30 de Junho de 2004 |
| Worldwide iTunes | 12 de Abril de 2008 |

## Desempenho nas Paradas Musicais
| Ano  | Ranking                       | Posição | Ref.  |
| ---- | ----------------------------- | ------- | ----- |
| 2004 | Suomen virallinen lista       | #14     | [ 2 ] |
| 2004 | Radio SuomiPOP's Top 30 chart | #1      | [ 3 ] |

## Prêmios e Indicações
| Ano  | Prêmio                                    | Categoria                      | Resultado |
| ---- | ----------------------------------------- | ------------------------------ | --------- |
| 2004 | Game Audio Network Guild (G.A.N.G) Awards | Best Original Vocal Song – Pop | Venceu    |
| 2004 | YleX's Radio "Best of 2004"               | Best Finnish Song              | 7o lugar  |
| 2007 | Helsingin Sanomat                         | Most Beloved Finnish Rock Song | Indicado  |